# 2025–2026-os Formula–E világbajnokság
A 2025–2026-os Formula–E világbajnokság az elektromos formaautós szériának tizenkettedik szezonja lesz, egyben a hatodik világbajnokságként. 
Az egyéni bajnokságban Oliver Rowland, a csapatoknál a TAG Heuer Porsche Formula E Team, a gyártóknál a Porsche érkezik címvédőként.

## Csapatok és versenyzők
| Csapat                           | Hajtáslánc                | Rajtszám | Versenyzők     | Fordulók |
| -------------------------------- | ------------------------- | -------- | -------------- | -------- |
| Jaguar TCS Racing                | Jaguar                    |          |                |          |
| Jaguar TCS Racing                | Jaguar                    |          |                |          |
| TAG Heuer Porsche Formula E Team | Porsche                   |          |                |          |
| TAG Heuer Porsche Formula E Team | Porsche                   |          |                |          |
| DS Penske                        | DS E-TENSE                |          |                |          |
| DS Penske                        | DS E-TENSE                |          |                |          |
| Nissan Formula E Team            | Nissan                    | 17       | Norman Nato    | 1-       |
| Nissan Formula E Team            | Nissan                    | 23       | Oliver Rowland | 1-       |
| Andretti Formula E               | Porsche                   |          |                |          |
| Andretti Formula E               | Porsche                   |          |                |          |
| Envision Racing                  | Jaguar                    |          |                |          |
| Envision Racing                  | Jaguar                    |          |                |          |
| Maserati MSG Racing              | Maserati                  |          |                |          |
| Maserati MSG Racing              | Maserati                  |          |                |          |
| Lola Yamaha ABT Formula E Team   | Lola                      |          |                |          |
| Lola Yamaha ABT Formula E Team   | Lola                      |          |                |          |
| Mahindra Racing                  | Mahindra                  |          |                |          |
| Mahindra Racing                  | Mahindra                  |          |                |          |
| CUPRA KIRO                       | Porsche 99X Electric WCG3 |          |                |          |
| CUPRA KIRO                       | Porsche 99X Electric WCG3 |          |                |          |

1. 1 2  4. generációs Porsche motor
2. ↑  3. generációs Porsche motor

## Átigazolások

### Csapatváltások
- Nick Cassidy, Jaguar TCS Racing versenyző → [4]
- Robin Frijns, Envision Racing versenyző → [5]
- Sam Bird, NEOM McLaren Formula E Team versenyző → [6]
- Taylor Barnard, NEOM McLaren Formula E Team versenyző → [6]

### Csapatváltozások
- NEOM McLaren Formula E Team bejelentette, hogy ettől a szezontól kivonul a sorozatból, mert a Hypercar programjukra koncentrálnak.[6]

## Versenynaptár
2025. június 10-én jelentették be a 2025-26-os versenynaptárat, ami már decemberben elkezdődik. A bejelentéskor még két időpont helyszíne tisztázatlan.
A hivatalos versenynaptár:
| Forduló | ePrix             | Ország                    | Pálya                            | Pályarajz     | Dátum         |
| 2025    | 2025              | 2025                      | 2025                             | 2025          | 2025          |
| ------- | ----------------- | ------------------------- | -------------------------------- | ------------- | ------------- |
| 1.      | São Paulo ePrix   | Brazília                  | São Paulo Street Circuit         |               | december 6.   |
| 2026    |                   |                           |                                  |               |               |
| 2.      | Mexikóváros ePrix | Mexikó                    | Autódromo Hermanos Rodríguez     |               | január 10.    |
| 3.      | Miami ePrix       | Amerikai Egyesült Államok | Miami International Autodrome    |               | január 31.    |
| 4.      | Dzsidda ePrix     | Szaúd-Arábia              | Jeddah Corniche Circuit          |               | február 13.   |
| 5.      | Dzsidda ePrix     | Szaúd-Arábia              | Jeddah Corniche Circuit          | február 14.   |               |
| 6.      | Madrid ePrix      | Spanyolország             | Circuito del Jarama              |               | március 21.   |
| 7.      | Berlin ePrix      | Németország               | Tempelhof Airport Street Circuit |               | május 2.      |
| 8.      | Berlin ePrix      | Németország               | Tempelhof Airport Street Circuit | május 3.      |               |
| 9.      | Monaco ePrix      | Monaco                    | Circuit de Monaco                |               | május 16.     |
| 10.     | Monaco ePrix      | Monaco                    | Circuit de Monaco                | május 17.     |               |
| 11.     | ??? ePrix         |                           |                                  |               | május 30.     |
| 12.     | ??? ePrix         |                           |                                  |               | június 20.    |
| 13.     | Sanghaj ePrix     | Kína                      | Shanghai International Circuit   |               | július 4.     |
| 14.     | Sanghaj ePrix     | Kína                      | Shanghai International Circuit   | június 5.     |               |
| 15.     | Tokió ePrix       | Japán                     | Tokyo Street Circuit             |               | július 25.    |
| 16.     | Tokió ePrix       | Japán                     | Tokyo Street Circuit             | július 26.    |               |
| 17.     | London ePrix      | Egyesült Királyság        | ExCel London Circuit             |               | augusztus 15. |
| 18.     | London ePrix      | Egyesült Királyság        | ExCel London Circuit             | augusztus 16. |               |
| Forrás: |                   |                           |                                  |               |               |